# Novaciano
Novaciano (Frigia, 190- 258) fue un sacerdote, teólogo y primer escritor de la iglesia occidental en utilizar el latín y antipapa en la época del papa Cornelio desde 251 hasta 258, fecha de su muerte. Algunos lo llaman o lo identifican con Novato, pero otras fuentes, dicen que Novato era un presbítero de origen cartaginés.
Novaciano habría nacido en Frigia a mediados del siglo III y en 248 se trasladó a Roma, donde se convirtió al cristianismo.
Durante la persecución generalizada bajo el emperador Decio, el papa Fabián fue martirizado en enero de 250. En la primavera del 251, fue elegido como su sucesor Cornelio que estaban a favor del perdón a los que habían renegado de su fe. Pero la elección fue repudiado por parte del clero que nombró a Novaciano como papa, aclamado por su ortodoxia teológica. La cristiandad se vio confrontada con dos papas rivales.
Un sínodo convocado en otoño de 251 condenó, excomulgó y desterró de Roma a Novaciano que fundó la Iglesia de los puros (katharoi) que perduraría hasta el siglo VII. El novacianismo negaba la absolución de los lapsi y afirmaba que la Iglesia no tiene potestad para perdonar a los que renegaron de la fe en la persecución y a los que cometieron algún pecado mortal.
Novaciano murió en 258, martirizado en tiempos del emperador Valeriano I. Sus restos fueron llevados a Roma por sus discípulos.
La Iglesia Novaciano continuó durante varios siglos y participó en el Concilio de Nicea, invitada por Constantino. Su doctrina fue perdiendo adeptos hasta desaparecer en el siglo VII.
Novaciano escribió Tractatus de Trinitate entre otros escritos.
El y sus seguidores fueron excomulgados por el papa Cornelio, siendo considerado hereje por la Iglesia católica. San Cipriano, San Ambrosio y San Paciano impugnaron su doctrina.

## Obras
Las obras que se conservan son De trinitate, De civis iudaicis, De spectaculis, De bono pudicitiae.
De Trinitate, es la más extensa. Bardenhewer dice que es muy buena por el fondo y la forma. Resume la doctrina de todos los anteriores, pero la originalidad reside en la precisión y amplitud en el tratamiento del tema: combate el monarquianismo. Adopta el método dialéctico.
Se ciñe mucho a la Escritura con citas abundantes y apropiadas, Incurre en el Subordinacionismo. Al Hijo lo concibe como inferior al Padre. El "De Trinitate" tuvo una gran influencia sobre todo en el pensamiento latino, y contribuyó así a la creación del pensamiento teológico occidental, ofreciendo una terminología muy precisa. Destaca también el De cibis iudaicis (Sobre los alimentos judaicos), que trata el hecho de que los judíos prohibían ciertos alimentos porque simbolizaban el pecado, pero puesto que con los cristianos eso no va, con ellos tampoco van esas prohibiciones, excepto en el caso de las carnes inmoladas a los ídolos, porque ello sería señal de idolatría. Deja aparte la virtud de la templanza (no se trata de hacer comilonas), comer toda clase de alimentos, pero solo para alimentarse, evitando así caer en los excesos de la época.
Otra obra es el De spectaculis (sobre los espectáculos), o representaciones paganas, como también el teatro, por ser escuela de vicios e inmoralidad y por ser seducciones demoníacas. También escribió el De bono pudicitiae hablando de los distintos grados de castidad.
En sus escritos se nota el rigorismo que llegó a hacer propio de su escuela. Su cisma será muy rigorista (sus seguidores serán llamados cátaros ("puros"), término que reaparecerá en la Edad Media).